# USS Tuscaloosa (CA-37)
Lo USS Tuscaloosa (codice e numero d'identificazione CA-37) è stato un incrociatore pesante della United States Navy, appartenente alla classe New Orleans e così nominato dall'omonima città dell'Alabama. Impostato nel settembre 1931 ed entrato in servizio nell'agosto 1934, era armato con una batteria principale di nove cannoni da 203 mm.
Nel corso della seconda metà degli anni trenta partecipò a quattro esercitazioni complesse nell'Oceano Atlantico e Pacifico. Allo scoppio della seconda guerra mondiale venne assegnato al pattugliamento delle acque della costa orientale statunitense: ebbe così modo di prendere parte alla caccia al transatlantico tedesco Columbus e, indirettamente, a quella della corazzata Bismarck. Nell'agosto 1941 trasportò il presidente Franklin Delano Roosevelt in Terranova per l'incontro con il primo ministro britannico Winston Churchill dal quale scaturì la Carta Atlantica; a settembre coprì lo sbarco di truppe del Corpo dei Marine in Islanda. Dopo l'entrata in guerra degli Stati Uniti, fu distaccato a Scapa Flow per operare con la Home Fleet britannica nel teatro dell'Artico rimanendovi tra aprile e ottobre 1942; l'8 novembre era tra le navi che condussero l'operazione Torch, lo sbarco nell'Africa Occidentale Francese sottoposta a Vichy.
Nel corso del 1943 fornì protezione alla portaerei USS Ranger i cui velivoli attaccarono il porto di Bodø in Norvegia. Dopo lunghe revisioni e un periodo di addestramento al tiro, partecipò il 6 giugno 1944 alla grande operazione Overlord cannoneggiando molteplici obiettivi sulle coste e nell'entroterra francesi. Due mesi più tardi, il 15 agosto, coprì un secondo sbarco nella Francia meridionale (operazione Dragoon). Trasferito sul fronte del Pacifico, appoggiò con i propri cannoni gli sbarchi e le battaglie combattute su Iwo Jima e su Okinawa. Terminata la guerra il 15 agosto 1945, contribuì a riportare in patria gli uomini smobilitati e nel gennaio 1946 fu dismesso dal servizio attivo, rimanendo nella riserva fino al marzo 1959. Fu venduto per la rottamazione nel giugno dello stesso anno.

## Caratteristiche
Il Tuscaloosa presentava una lunghezza alla linea di galleggiamento di 175 metri e di 179,22 metri fuori tutto; la larghezza massima arrivava a 18,82 metri e il pescaggio a 6,85 metri. La nave dislocava 10 136 tonnellate a vuoto e di 12 463 tonnellate a pieno carico. L'armamento era composto da nove cannoni da 203 mm L/55 disposti in tre torri triple, due a prua e una a poppa; otto cannoni armi contraeree da 127 mm L/25 in impianti singoli; ventiquattro cannoni Bofors da 40 mm suddivisi in sei installazioni quadruple; ventotto cannoni Oerlikon da 20 mm su affusto individuale e otto mitragliatrici pesanti Browning M2 da 12,7 mm montate singolarmente. La corazzatura era spessa 127 mm alla cintura, 203 mm per le torrette e la torre di comando, 55 mm per il ponte. La propulsione era affidata a turbine a vapore con otto caldaie e quattro alberi motore, ognuno dotato di un'elica: la potenza generata era di 107 000 shp e la velocità massima raggiungibile 32,7 nodi. L'equipaggio contava 708 membri in tempo di pace e saliva a 1 121 uomini in tempo di guerra. La nave era dotata di tre idrovolanti Curtiss SOC Seagull e delle relative attrezzature per lanciarli e ricuperarli. Furono rimpiazzati nella prima metà del 1944 da tre Supermarine Spitfire.

## Servizio operativo

### Costruzione
L'incrociatore pesante Tuscaloosa fu impostato il 3 settembre 1931 nei cantieri di Camden, New Jersey, dalla New York Shipbuilding Corporation e fu varato il 15 novembre 1933: la cerimonia fu eseguita dalla moglie del tenente di vascello Thomas L. McCann, la quale era nipote dell'onorevole William B. Oliver, membro della Camera dei rappresentanti per l'Alabama. Entrò ufficialmente in servizio con la United States Navy il 17 agosto 1934. Gli fu assegnato il segnale di chiamata radio in alfabeto fonetico "November-Alfa-Juliet-Foxtrot" e il comando fu assunto dal capitano di vascello John Norwood Ferguson. Fece una crociera di collaudo che lo portò a toccare Rio de Janeiro, Buenos Aires e Montevideo, poi tornò in patria al New York Navy Yard prima di Natale; fu sottoposto a revisione fino al marzo 1935.

### Gli anni trenta
Destinato alla costa occidentale, il Tuscaloosa fece tappa nella baia di Guantánamo per poi transitare attraverso il Canale di Panama tra il 7 e l'8 aprile, unendosi quindi alla 6ª Divisione incrociatori di stanza a San Diego, California: con essa prese parte al fleet problem XVI, ossia una delle annuali esercitazioni su larga intraprese dalla United States Navy. Questa si svolse a maggio nelle acque al largo dell'Alaska e delle Hawaii. Ormeggiato poi a San Pedro, attese a periodici addestramenti. Il 5 gennaio 1936 il comando passò al capitano di vascello Daniel Aloisyus McElduff che rimase in carica fino al 4 febbraio, quando fu sostituito dal parigrado Irving Hall Mayfield. In primavera fu tra le navi del fleet problem XVII che interessò la costa occidentale statunitense, dell'America centrale e della zona del canale; ancora nel maggio 1937 partecipò a un'esercitazione di massa, di nuovo tra l'Alaska e le Hawaii. Il 5 agosto 1937 il comando fu assunto dal capitano di vascello Randall Jones, sotto la cui direzione l'incrociatore prese parte nel periodo aprile-maggio 1938 al fleet problem XIX, stavolta nelle vicinanze dell'arcipelago e riguardante nella fase finale l'attacco a coste fortificate. Il 7 luglio Jones cedette il comando al capitano di vascello Harry Asher Badt.
Il 3 gennaio 1939 il Tuscaloosa lasciò San Diego e passando il canale di Panama puntò sui Caraibi: qui fu coinvolto nell'esercitazione di flotta XX a est delle Piccole Antille, per poi essere messo in secca al Norfolk Navy Yard per una breve revisione. Assieme agli incrociatori pesanti USS San Francisco e USS Quincy e sotto il comando generale del contrammiraglio Husband Kimmel, fece una crociera diplomatica nel Sud America toccando tra l'8 aprile e il 10 maggio Caracas, Rio de Janeiro, Buenos Aires; passato tra il 14 e il 15 maggio lo Stretto di Magellano in tempesta, la divisione visitò anche Valparaíso e Callao per poi attraversare il canale di Panama e ritornare a Norfolk, ove giunse il 6 giugno. In agosto, mentre portava il presidente Franklin Delano Roosevelt a Campobello Island nel Nuovo Brunswick, dette il proprio contributo alle operazioni di salvataggio e recupero del sommergibile a motore elettrico USS Squalus, affondato durante i collaudi di immersione. Il 24 agosto il presidente lasciò la nave a Sandy Hook.

### La seconda guerra mondiale

#### 1939-1940
Con l'inizio della seconda guerra mondiale Roosevelt stabilì il 5 settembre una Neutrality Patrol cui fu aggregato il Tuscaloosa, allora di stanza alla Naval Station Norfolk, che dal 6 all'11 settembre eseguì un pattugliamento della costa atlantica. Il 14 lasciò Norfolk e spese il successivo mese e mezzo in addestramento ed esercitazioni di tiro a Guantanamo e San Juan, a Porto Rico. Il 27 ottobre partì con destinazione Norfolk ma dovette rimanere nella zona di Hampton Roads in Virginia fino a metà dicembre per ulteriori prove di tiro. Nel corso di quest'ultimo periodo, l'8 dicembre la nave passò agli ordini del capitano di vascello Joseph Reasor Redman. Il 16 dicembre il Tuscaloosa ricevette ordine di prendere parte alla caccia del transatlantico tedesco Columbus, che era fuggito da Veracruz in Messico: l'incrociatore si trovava al largo di Norfolk per raggiungere la propria area di ricognizione e s'imbatté nel Columbus, già raggiunto e tenuto sotto tiro dal cacciatorpediniere britannico HMS Hyperion. Il comandante tedesco Wilhelm Dähne, sfumata la possibilità di fuggire, fece affondare la nave; le 577 persone a bordo furono salvate dal Tuscaloosa, visto che il cacciatorpediniere Hyperion non poteva accoglierli: il capitano Redman fece sistemare i naufraghi nell'hangar degli aerei di bordo, appositamente preparato. Nel pomeriggio del 20 dicembre l'incrociatore sbarcò i passeggeri tedeschi a Ellis Island, i quali tornarono in patria passando dall'Oceano Pacifico, e poi fece rotta per Norfolk ove si ormeggiò il 21.

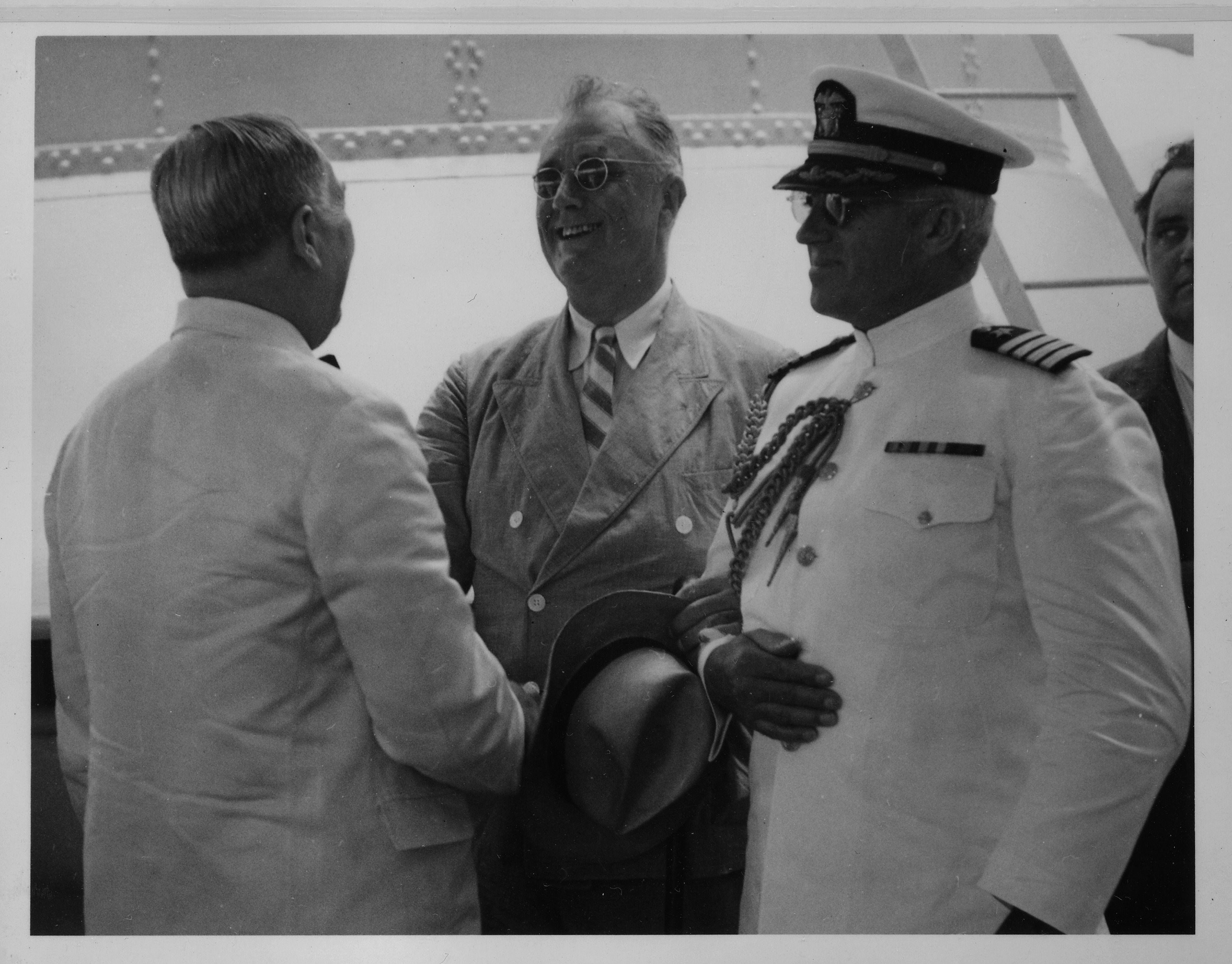
Il presidente Roosevelt conversa con due ufficiali a bordo del Tuscaloosa durante la "crociera del Canale" del febbraio 1940

L'11 gennaio 1940 il Tuscaloosa salpò per i Caraibi accompagnato dalla nave sorella San Francisco, dalla 5ª Divisione corazzate e dal prototipo di trasporto veloce USS Manley: la squadra fece scalo il 16 a Culebra, arrivò il 18 alla baia di Guantanamo e partecipò fino al 27 a varie esercitazioni. Lo stesso giorno ripartì per il Norfolk Navy Yard ove si ormeggiò il 29 e fu sottoposto a una serie di particolari lavori per adattarlo a nave presidenziale. Il 4 febbraio fece rotta per Cuba arrivando il 7 a Guantanamo, poi il 10 partì per Pensacola in Florida accompagnato dal cacciatorpediniere USS Lang; giunto nel porto cittadino il 14 febbraio, l'incrociatore accolse il giorno successivo il presidente Roosevelt con i suoi ospiti e, scortato dai cacciatorpediniere Lang e USS Jouett, salpò per una crociera con tappe Panama e la costa occidentale dell'America centrale. Nel corso del viaggio il presidente ispezionò le installazioni a protezione del Canale e s'interessò delle misure difensive prese dall'Esercito, dalla Marina e Forze aeree dell'Esercito per difenderlo. Sbarcato il presidente a Pensacola, l'incrociatore fece rotta su Norflok e quindi per il cantiere di New York dove rimase tre mesi per un'approfondita revisione.
Passato al comando del capitano di vascello Lee Payne Johnson il 27 maggio, il Tuscaloosa riprese la sua attività di pattugliamento oceanico per tutta l'estate e l'autunno del 1940. Il 3 dicembre accolse nuovamente a bordo il presidente Roosevelt che ispezionò le basi cedute dal Regno Unito (Kingston, Saint Lucia, Bahamas) in cambio della cessione di cinquanta cacciatorpediniere statunitensi a ponte continuo, risalenti alla prima guerra mondiale. Durante il viaggio il presidente concepì l'espediente della Legge affitti e prestiti per sostenere con materiali bellici di produzione statunitense gli alleati britannici, in difficoltà dopo la disastrosa campagna di Francia e sottoposti a intensi bombardamenti aerei da parte della Luftwaffe. Il 16 dicembre, lasciato il presidente a Charleston, il Tuscaloosa fece rotta su Norfolk dove il 22 dicembre imbarcò il viceammiraglio William Leahy, ambasciatore per la Francia di Vichy: le torrette numero due e tre ebbero il tetto dipinto a somiglianza della bandiera nazionale per evitare incidenti durante la traversata dell'Oceano Atlantico, che si concluse senza difficoltà a Lisbona.

#### 1941

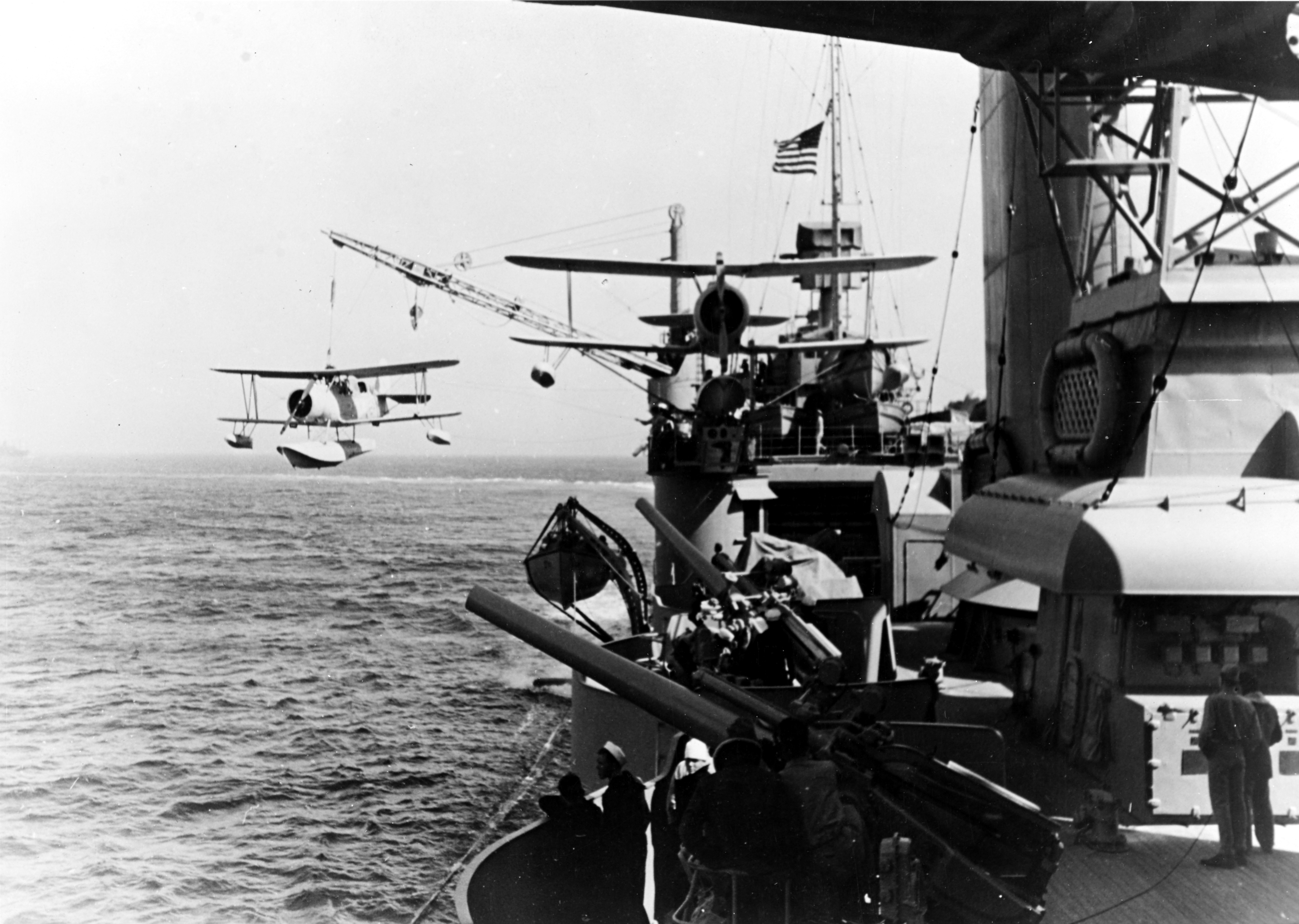
Il Tuscaloosa recupera uno degli idrovolanti Curtiss SOC Seagull di pattuglia nelle acque in Islanda

Il Tuscaloosa ritornò a Norfolk l'11 gennaio 1941 ma salpò ben presto per una serie di manovre in mare che durarono fino al 2 marzo; in seguito, l'8 aprile, giunse alla nuova base statunitense delle Bermuda divenuta operativa il giorno precedente: da qui continuò il proprio servizio di pattugliamento per assicurare la neutralità delle acque americane. Dopo il 24 maggio, mentre era in porto, la nave ricevette ordine di partire immediatamente per aiutare la Royal Navy a dare la caccia alla corazzata Bismarck che dopo la battaglia dello stretto di Danimarca era introvabile. La partenza fu frettolosa e l'equipaggio, per lo più a terra, dovette essere integrato con personale proveniente dall'incrociatore pesante USS Vincennes, dal Quincy e da un gruppo di giovani guardiamarina. La corazzata tedesca fu comunque scovata e affondata il 27 maggio dalle unità britanniche.
L'8 agosto il Tuscaloosa, accompagnato dal pari classe USS Augusta che ospitava il presidente Roosevelt e da tre cacciatorpediniere, partì alla volta di Argentia in Terranova dove l'attendeva il primo ministro britannico Winston Churchill sulla corazzata HMS Prince of Wales: i due capi di stato formularono quel giorno la Carta Atlantica. Sulla rotta del ritorno l'incrociatore trasportò il Sottosegretario di Stato Sumner Welles a Portland, Maine. A settembre fornì scorta al primo convoglio statunitense diretto in Islanda per rilevare con reparti di marine le truppe britanniche di guarnigione; quindi fu integrato nella Task force del contrammiraglio Robert Giffen, addetta alla difesa dello Stretto di Danimarca e composta dalle corazzate USS Idaho, USS Mississippi, USS New Mexico, dall'incrociatore pesante Wichita e da due divisioni di cacciatorpediniere. Tale squadra, incaricata inoltre di garantire i collegamenti con le truppe in Islanda e opporsi a un'eventuale sortita della corazzata Tirpitz, fu attaccata varie volte dagli U-Boote mentre pattugliava lo stretto (a ottobre fu affondato il cacciatorpediniere USS Reuben James); la tensione diplomatica con la Germania nazista crebbe, mentre nell'Oceano Pacifico l'ipotesi di una guerra contro l'Impero giapponese si fece concreta. Il 7 dicembre l'attacco di Pearl Harbor sorprese alla fonda la Flotta del Pacifico: il giorno dopo gli Stati Uniti dichiararono guerra al Giappone e l'11 ricevettero analoga comunicazione dall'Italia fascista e dalla Germania, alleate all'Impero nipponico con il Patto tripartito.

#### 1942

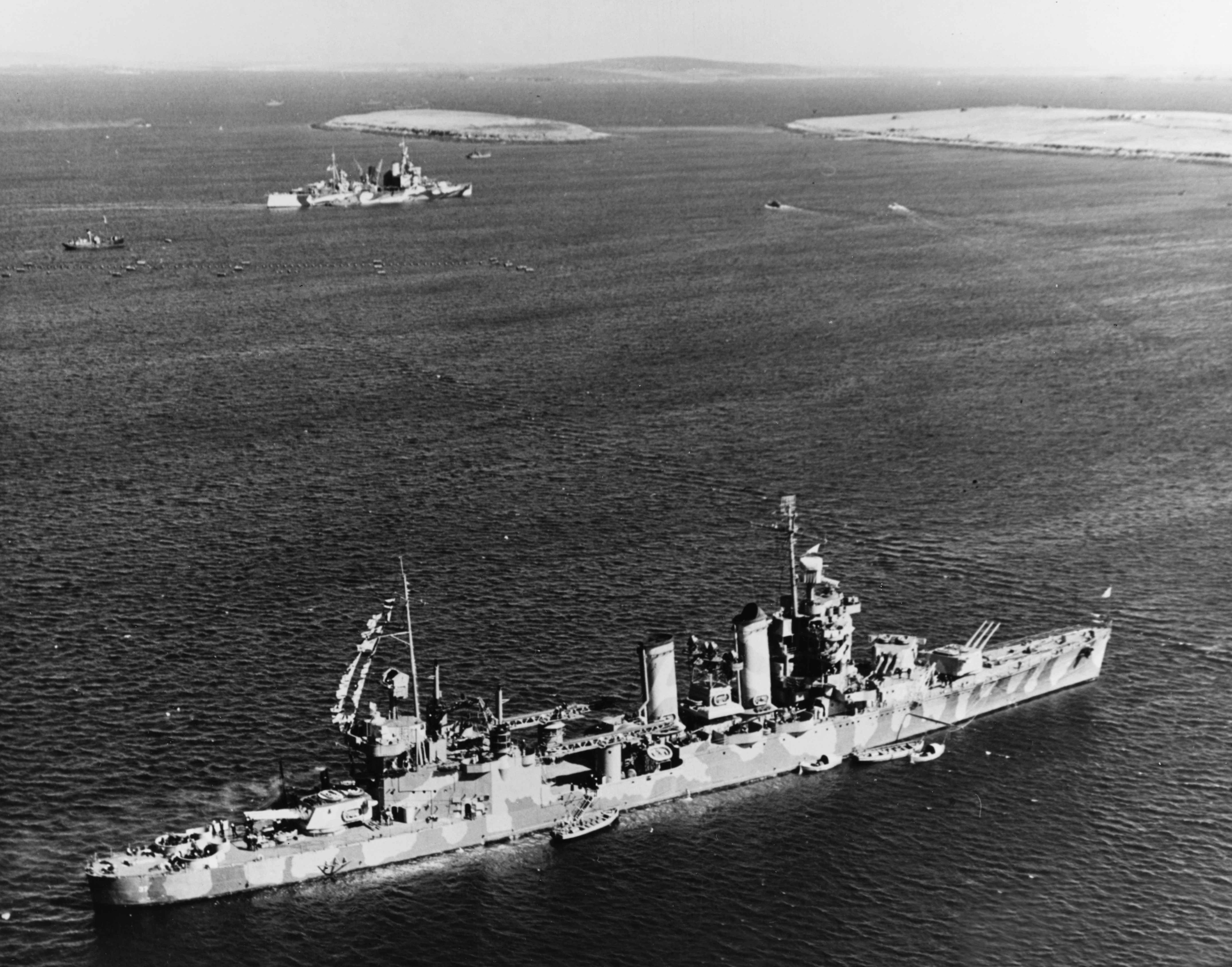
Il Tuscaloosa all'ancora a Scapa Flow dopo la traversata dell'Atlantico nell'aprile 1942

Rimasto sul fronte atlantico, il 6 gennaio 1942 il Tuscaloosa si trovava dinanzi allo Hvalfjord islandese per una crociera d'addestramento assieme all'incrociatore pesante USS Wichita e a due cacciatorpediniere (USS Meredith, USS Grayson); tornò in porto il 9 per poi fare rotta sul cantiere di Boston, ove rimase dal 9 al 20 febbraio per un riassetto generale. Dopo un'ennesima esercitazione al largo di Casco Bay davanti alla costa sudoccidentale del Maine, fu integrato nel Task group 39.1 del contrammiraglio John Wilcox, jr., che si mise in viaggio per Scapa Flow, la grande base della Home Fleet: nel corso della traversata dell'oceano in tempesta il retroammiraglio Wilcox fu colpito da un attacco cardiaco e cadde fuoribordo, morendo annegato. Il parigrado Giffen prese il comando del TG 39.1 che giunse il 4 aprile a Scapa Flow: il Tuscaloosa fu subito raggiunto da una squadra di radiotelegrafisti della Royal Navy e, dopo un breve periodo di addestramento con le navi britanniche, fu destinato a scortare i convogli destinati all'Unione Sovietica attraverso l'insidiosa rotta passante per il Mar Glaciale Artico. A metà agosto l'incrociatore e due cacciatorpediniere furono caricati con munizioni, rifornimenti e medicinali da portare agli scali della Russia settentrionale, ma la missione fu annullata perché un membro dell'equipaggio aveva mostrato sintomi di meningite: le navi ritornarono in Islanda e il malato fu fatto scendere al Seidisfjord. Il 19 agosto la piccola squadra, cui si aggiunse un cacciatorpediniere britannico, ripartì con rotta per la baia di Kola; il 20 agosto fu localizzata da un aereo da ricognizione tedesco ma sfuggì a ulteriori avvistamenti cambiando rotta e sfruttando le pessime condizioni meteorologiche. Il 22 agosto altri due cacciatorpediniere della Royal Navy si aggregarono e il giorno dopo un avviso scorta sovietico guidò le navi nella Baia: il carico venne trasbordato e dopo aver fatto rifornimento il Tuscaloosa prese a bordo 243 persone, la maggior parte delle quali era sopravvissuta alla distruzione del convoglio PQ-17. Partì il 24 agosto e il 28 gettò le ancore al Seidisfjord, ma poco dopo salpò e giunse alla foce del fiume Clyde in Scozia dove fece scendere i passeggeri.

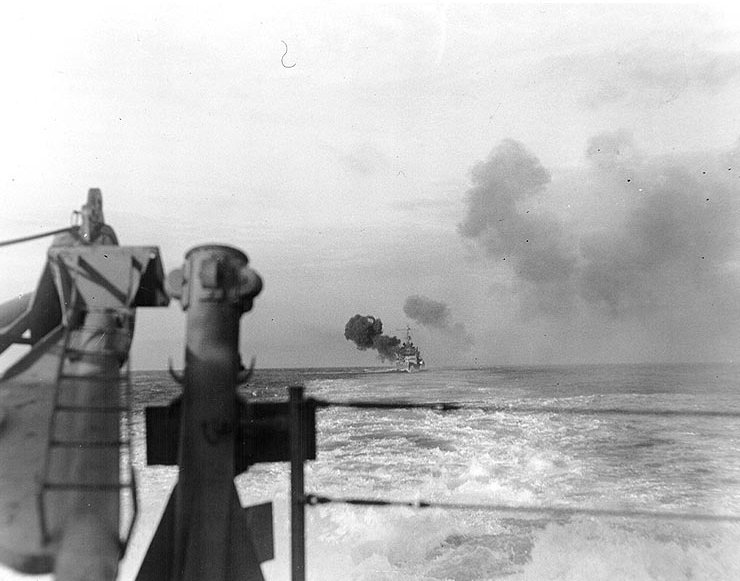
Il Tuscaloosa apre il fuoco contro le navi francesi alla fonda nel porto di Casablanca

L'incrociatore, distaccato dalla Royal Navy, fece rotta per l'Hvalfjord e da lì per gli Stati Uniti, ove fu sottoposto a revisione. L'8 novembre 1942 il Tuscaloosa, assieme al Wichita e alla nuova corazzata USS Massachusetts, fornì fuoco di copertura per le forze anglo-statunitensi che sbarcarono sul litorale del Marocco francese vicino a Casablanca, nel quadro dell'operazione Torch. La nave aprì il fuoco alle 07:05 con la batteria principale da 203 mm sulle navi ancorate nel porto; alle 07:19 spostò il tiro sulle batterie costiere che si trovavano sull'altura Aukusha, riducendole al silenzio, e alle 08:19 iniziò a cannoneggiare obiettivi a Punta El Hank. La difesa francese poté contare sulla corazzata incompleta Jean Bart, che bersagliò le unità statunitensi con i propri cannoni da 381 mm, e dai pezzi installati sulla costa: il Tuscaloosa fu inquadrato più volte ma mai colpito. Alle 09:15 riprese a sparare di concerto con le altre navi del gruppo d'appoggio, quando le unità francesi uscirono dal porto per dare battaglia; lo scontro durò fino alla ritirata in porto di queste alle 10:16, che furono nuovamente bombardate dal Tuscaloosa: il cacciatorpediniere Fougueux rimase danneggiato. Più tardi, quella stessa mattina evitò di misura due siluri lanciati rispettivamente dai sommergibili Méduse e Antiope; l'incrociatore si ritirò quindi dalla zona per fare il pieno di carburante e munizioni, rimanendo poi dinanzi alla costa per supportare le truppe sbarcate. Il 10 novembre lasciò l'area e tornò a Norfolk. Il 2 dicembre, dopo oltre due anni di comando, il comandante Lee Johnson fu sostituito dal capitano di vascello Norman Campbell Gillette.

#### 1943
Il Tuscaloosa tornò nelle acque marocchine nel corso del gennaio 1943 come parte di una Task force comprendente una portaerei, fornendo nei mesi successivi scorta ai convogli per le divisioni impegnate nella campagna di Tunisia. Da marzo a maggio fece parte di un'altra Task force che si addestrò sulla costa orientale statunitense; nel corso delle esercitazioni di squadra, il 21 aprile, l'incrociatore passò agli ordini del capitano John Beresford Wynn Waller. A metà maggio divenne la nave ammiraglia del contrammiraglio Morton Deyo, a capo di un Task Group, e verso la fine del mese fu distaccato per scortare a New York il transatlantico RMS Queen Mary, che aveva a bordo il primo ministro Churchill. Si ormeggiò infine al cantiere di Boston per un'ispezione generale durata dieci giorni.

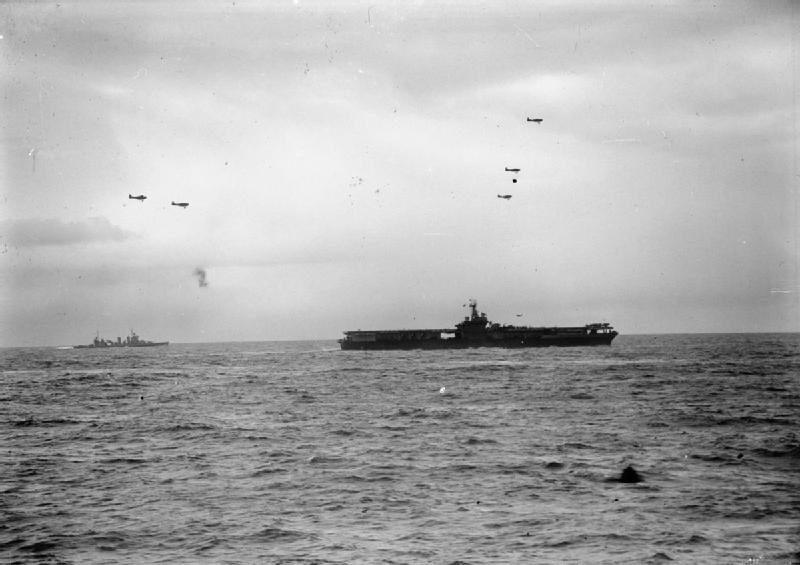
La portaerei lancia i propri velivoli sotto la protezione del Tuscaloosa, in secondo piano

Salpato al termine dei lavori scortò il transatlantico RMS Queen Elizabeth a Halifax in Scozia e procedette per Scapa Flow, dove fu integrato una seconda volta nella Home Fleet: partecipò a numerose sortite anglo-statunitensi per attirare fuori dai fiordi norvegesi le unità maggiori tedesche, ma senza esito. Il 2 ottobre era tra le navi incaricate di proteggere la portaerei USS Ranger i cui velivoli attaccarono Bodø nella Norvegia centrale (operazione Leader) fino al 6 ottobre, devastando gli obiettivi. In risposta all'incursione, la corazzata Tirpitz si presentò dinanzi all'isola di Spitsbergen e bombardò la stazione meteorologica stabilitavi nel 1941 dagli Alleati: gli anglo-statunitensi organizzarono quindi una spedizione per riattivare la base. Il Tuscaloosa caricò due chiatte d'assalto LCVP e materiale vario al Seidisfjord, partì il 17 ottobre con la scorta di quattro cacciatorpediniere (coperto a distanza dalla corazzata HMS Anson, dalla Ranger e naviglio minore) e arrivò a destinazione la mattina del 19. Il capitano Waller fece scendere a terra 160 uomini per velocizzare le operazioni di scarico, mentre prendeva a bordo i superstiti della vecchia base; calata la notte la missione fu completata e le forze navali alleate lasciarono la zona: il Tuscaloosa sostò al Seidisfjord, si rifornì e quindi giunse alla foce del fiume Clyde dove sbarcò i passeggeri. Dopo un ultimo tentativo di trarre in trappola le corazzate tedesche rifugiate nei fiordi norvegesi, fu dispensato dal servizio con la Home Fleet e fece rotta per il cantiere di New York, dove giunse il 3 dicembre per approfondite revisioni.

#### 1944
Nel febbraio 1944 il ciclo di restauro fu terminato e il Tuscaloosa partecipò fino ad aprile a una serie di manovre di squadra e simulazioni di bombardamento costiero nella Casco Bay; quindi fece una breve sosta al Norfolk Navy Yard per essere dotato di un sistema di contromisure elettroniche e decrittazione radio. Prima della fine del mese divenne nave ammiraglia del contrammiraglio Deyo, comandante della 7ª Divisione incrociatori, e fece rotta per il fiume Clyde, dove si stavano raccogliendo alcune delle unità destinate all'attacco all'Europa continentale. In particolare il Tuscaloosa fu assegnato alla Forza "A" incaricata di bombardare Utah Beach, la più occidentale delle spiagge da sbarco.

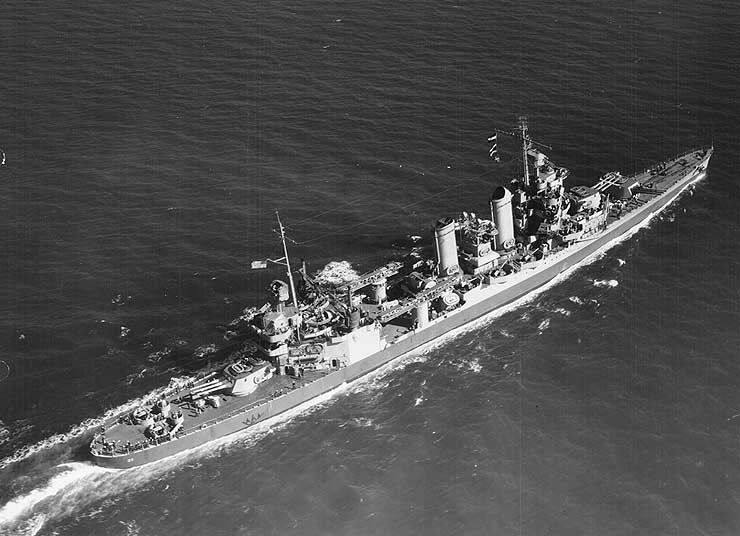
Il Tuscaloosa fa rotta per la Normandia come parte della forza di copertura

Il 3 giugno tutte le navi salparono per le acque della Normandia, attraversando La Manica il 5 per portarsi nella posizione di fuoco assegnate loro, a nord delle Îles Saint-Marcouf: alle 05:50 del 6 giugno, il D-Day, l'incrociatore aprì il fuoco con i nove cannoni da 203 mm contro una batteria di cannoni od obici da 105 mm e tre minuti più tardi l'artiglieria da 127 mm iniziò a tirare su un forte sito sulla piccola isola Tatihou (prospiciente la baia della Senna), che era armato con tre cannoni da 75 mm: il bunker fu colpito duramente. Alle 10:20, mentre sulle spiagge si combatteva da quattro ore, il Tuscaloosa fu inquadrato da alcune batterie tedesche il cui tiro si fece sempre più accurato; diverse granate caddero a meno di 300 metri dall'incrociatore e il capitano Waller ordinò una brusca manovra di disimpegno. Alle 12:29 fu di nuovo presa di mira da una batteria avversaria, che tuttavia spararono una salva troppo corta e i tre proiettili caddero a 1 300, 1 000 e 450 metri dallo scafo; il Tuscaloosa manovrò per sganciarsi e la salva successiva colpì 270 metri a poppa, dove la nave era passata poco prima. Il 7 giugno fornì un nutrito supporto alle truppe sbarcate: bombardò per quindici minuti una postazione fortificata e la distrusse; quindi nel pomeriggio cannoneggiò posti d'osservazione, ricoveri, una batteria di cannoni da 155 mm e una seconda mista con pezzi da 105 mm e da 75 mm. Alle 19:52 fu d'improvviso bersaglio di qualche superstite pezzo della difesa, ma ancora una volta non fu colpito. L'8 giugno continuò le missioni di appoggio, culminate con il bombardamento dei cannoni da 203 mm di una fortificazione a Montebourg; la mattina del 9 giugno fece fuoco su un concentramento di truppe tedesche vicino alla cittadina. Nel pomeriggio il contrammiraglio Deyo spostò le proprie insegne sul pari classe USS Quincy (omonimo dell'unità affondata nell'agosto 1942) e inviò il Tuscaloosa a Plymouth per il rifornimento dei depositi di munizioni. Tornato in linea la sera dell'11 giugno, nel pomeriggio del 12 bombardò Quinéville e prima di sera distrusse una batteria di lanciarazzi: rimase al largo della Normandia fino al 21 giugno, quando tornò in Inghilterra. Fatto il pieno di carburante e munizioni, il 24 giugno fece rotta per Cherbourg con l'incarico di fornire assieme ad altre unità il massimo supporto all'avanzata del VII Corpo d'armata, che doveva conquistare la città. Arrivato il 25 giugno alle 10:10 in zona e presa la posizione assegnatagli, l'incrociatore aprì il fuoco alle 00:36 del 26 su una batteria tedesca, ma dalle 01:12 fu a sua volta inquadrato da un preciso tiro di risposta; le salve caddero appena a prua del Tuscaloosa e mancarono di misura la poppa del Quincy e alle 01:23 un singolo proiettile finì a poco più di 90 metri a prua del Tuscaloosa, ma non esplose. Alle 02:58 le navi della Task force ripiegarono in Inghilterra.

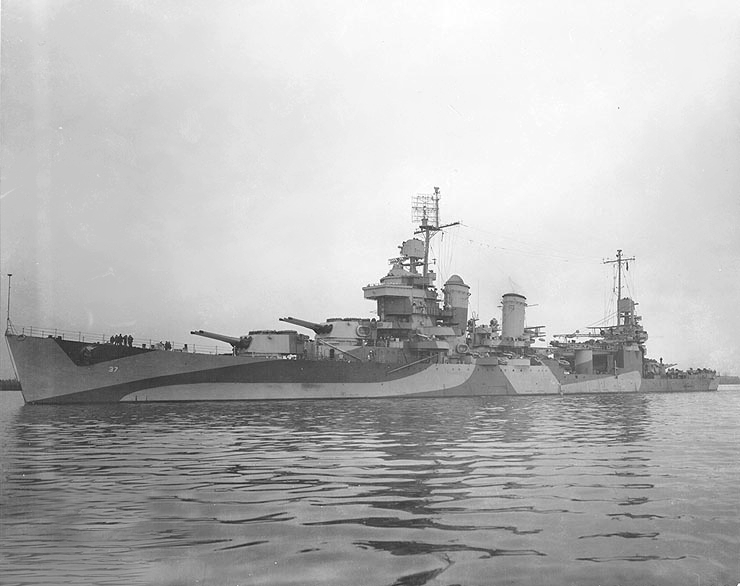
Reduce dall'operazione Dragoon (15 agosto 1944) e da un ciclo di raddobbo, il Tuscaloosa sosta davanti ai cantieri di Philadelphia

Nel corso del mese di luglio il fronte difensivo tedesco cedette e le divisioni alleate poterono penetrare in Francia: poiché il supporto navale divenne meno richiesto, il Tuscaloosa ricevette ordine di entrare nel Mar Mediterraneo per partecipare all'operazione Dragoon, lo sbarco nella Francia meridionale. Presa base a Palermo, attese ad alcune esercitazioni di tiro al largo di Orano, quindi il 13 agosto salpò per la Provenza come nave ammiraglia di Deyo, al comando del gruppo da bombardamento; la squadra si unì in alto mare a un convoglio di navi da trasporto. Alle 06:35 o alle 07:00 del 15 agosto aprì il fuoco su una presunta batteria di quattro cannoni da 105 mm per dieci minuti; spostò poi il tiro dei pezzi da 127 mm su l'Île d'Or. Sospese l'azione alle 08:00, quando intervennero stormi da bombardamento, e descrisse un ampio semicerchio a bassa velocità per ricercare obiettivi sulla costa; localizzò e distrusse con l'artiglieria da 203 mm una casamatta vicino al frangiflutti di Saint-Raphaël e, grazie agli aerei catapultati, annientò con soli tre proietti una batteria campale tedesca che schierava quattro cannoni FlaK da 88 mm. Nel pomeriggio bombardò la seconda spiaggia di sbarco e postazioni tedesche abbarbicate a una collina nell'interno e a sera, nel corso del primo di una serie di attacchi notturni tedeschi sparò a un bombardiere bimotore Junkers Ju 88, senza però abbaterlo. Il 16 agosto colpì con successo una colonna di autocarri con al traino pezzi d'artiglieria leggera e nel pomeriggio inviò aerei a osservare la zona a ovest di Cannes; a sera si verificò una breve incursione aerea tedesca e tra le 20:50 e le 20:57 l'unità prese sotto tiro due Ju 88 e un bombardiere bimotore Dornier Do 217. Durante il pomeriggio del 17 agosto l'incrociatore operò nel golfo di Fréjus e fu bersagliato da una batteria le cui salve caddero a cavallo, a babordo e tribordo: la nave rispose con il tiro dei pezzi da 203 mm che neutralizzarono la postazione. Il pomeriggio del 18, mentre si trovava nel golfo di Mandelieu-la-Napoule, fu di nuovo inquadrato da una batteria che ridusse al silenzio con i cannoni da 127 mm. Tra il 21 e il 26 agosto sostenne l'avanzata del fianco destro della testa di ponte verso l'Italia, operando a Saint-Raphaël, Cannes e Nizza.
A settembre il Tuscaloosa fece ritorno negli Stati Uniti, fu raddobbato al Philadelphia Naval Shipyard e dopo un breve addestramento alla Baia di Chesapeake passò il Canale di Panama, con destinazione la costa occidentale: era stato infatti riassegnato al fronte del Pacifico. Fece brevemente tappa a San Diego e diresse quindi verso ovest, conducendo alcune esercitazioni al largo di Pearl Harbor. Il 9 ottobre, frattanto, il comando dell'incrociatore fu assunto dal capitano di vascello James George Atkins.

#### 1945

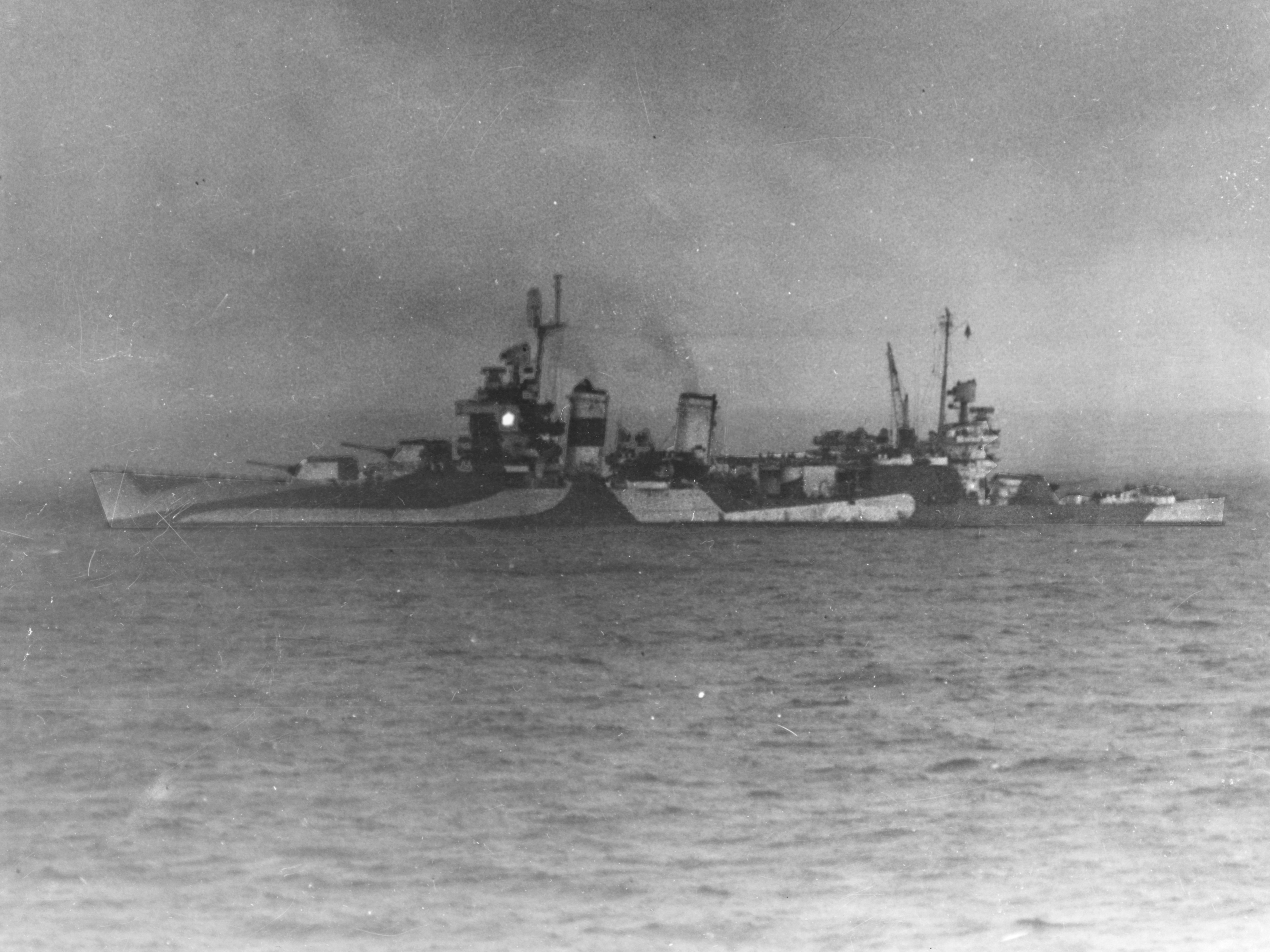
Il Tuscaloosa si ancora al largo di Iwo Jima per colpire le difese giapponesi

Il 3 gennaio 1945 gettò le ancore nella rada dell'atollo Ulithi, dove fu posto agli ordini del comandante della Terza Flotta. All'alba del 16 febbraio si presentò con il resto del gruppo da bombardamento dinanzi alle coste della piccola isola giapponese di Iwo Jima, iniziando il tiro preliminare allo sbarco del 19 febbraio: l'incrociatore fornì fuoco di supporto per i Marines, sparando anche numerosi proietti illuminanti per sventare probabili contrattacchi notturni nipponici. Il 14 marzo lasciò la zona di operazioni e si ancorò a Ulithi, dove in quattro giorni fece incetta di munizioni e riempì i serbatoi, quindi partì alla volta dell'isola di Okinawa: il 25 marzo le batterie da 203 mm e 127 mm del Tuscaloosa aprirono il fuoco su bersagli individuati dagli aerei da ricognizione. A partire da quel giorno l'incrociatore rimase nelle acque giapponesi dando appoggio alle truppe a terra nel corso della dura ed estenuante campagna, eccettuato un periodo di sei giorni necessari per ripianare il consumo di granate; nel corso degli scontri abbatté due kamikaze, uno dei quali aveva tentato di schiantarsi sulla corazzata USS Texas. Il 28 giugno, terminata la feroce battaglia con la vittoria statunitense, il Tuscaloosa fece rotta a sud e giunse due giorni dopo a Leyte ove si unì alla Settima Flotta. Due mesi dopo, il 15 agosto 1945, l'Impero giapponese si arrese agli Alleati dopo i bombardamenti atomici di Hiroshima e Nagasaki, ponendo fine alla seconda guerra mondiale.

### Ultimi anni
Il 27 agosto 1945 il Tuscaloosa salpò dalla baia di Subic, sulla costa occidentale dell'isola di Luzon nelle Filippine, con altre unità della Settima Flotta e toccò nel corso della traversata per la Corea gli scali di Tsingtao, Dairen, Port Arthur, Chefoo, Taku, Weihaiwei; quindi l'8 settembre (sei giorni dopo la resa ufficiale dell'Impero giapponese) coprì gli sbarchi incruenti di reparti di Marines a Jinsen e il 30 settembre quelli avvenuti a Taku. Il 6 ottobre salpò per Chefoo ma cambiò rotta nel corso del viaggio per tornare a Jinsen e caricare approvvigionamenti: il 13 ottobre l'incrociatore si ancorò al largo del porto, allora in mano alle truppe comuniste di Mao Zedong che si contendevano con i nazionalisti di Chiang Kai-shek i territori un tempo occupati dal Giappone, e trasmise copiose informazioni degli avvenimenti grazie a quotidiane riunioni a bordo con gli ufficiali dell'8ª Armata di marcia comunista. Il 3 novembre lasciò la zona, fece tappa per una notte a Tsingtao e quindi puntò su Shanghai dove, nel quadro dell'operazione Magic Carpet attivata per la smobilitazione postbellica, prese a bordo 214 uomini dell'esercito e 118 della marina; il 26 novembre arrivò alle Hawaii e fu dotato di strutture aggiuntive per la sistemazione dei passeggeri. Il giorno successivo passò agli ordini del capitano di vascello Joseph Antony Connolly.
Il Tuscaloosa caricò 206 uomini e partì alla volta di San Francisco il 28 novembre, giungendo in porto il 4 dicembre. Dopo alcune riparazioni, prese di nuovo il mare il 14 dicembre e passò per le isole Salomone, ove accolse a bordo truppe da Guadalcanal e dalle isole Russell; procedette su Nouméa in Nuova Caledonia dove si ancorò il 1º gennaio 1946. Nel pomeriggio salpò con destinazione la costa occidentale statunitense, recando con sé più di 500 uomini, e gettò le àncore a Pearl Harbor il 9 gennaio: qui fece rifornimento di carburante e caricò altri smobilitati. Il 10 gennaio partì e raggiunse il 15 San Francisco, dove tutti i passeggeri scesero. Il 29 gennaio salpò per ritornare sulla costa orientale, l'ultima crociera come membro attivo della Marina statunitense. Il 13 febbraio 1946 fu radiato e posto nella Flotta di riserva a Philadelphia. Ebbe ancora un ultimo comandante nella persona del capitano di fregata L. B. O' Connor, che ricoprì il posto dal 2 marzo al 9 luglio 1946. Il 1º marzo 1959 fu depennato dalla lista del naviglio in servizio attivo e lo scafo, disarmato, fu venduto il 25 giugno alla Boston Metals Company di Baltimora, Maryland per essere rottamato. Giunse nel porto cittadino nel corso del luglio 1959.

## Riconoscimenti
L'incrociatore pesante Tuscaloosa ricevette sette Battle Star per il servizio reso nel corso della seconda guerra mondiale.